# 이토 유나 (1995년)
이토 유나(일본어: 伊藤 祐奈, 1995년 8월 15일 ~ )는 일본의 가수이다. 그룹 아이돌링!!!의 전멤버이다.아이돌링 NEO의 전리더이다.
일본 도쿄도 출신이다.